# Tutti per Bruno
Tutti per Bruno è una serie televisiva italiana.

## Trama
La serie racconta le vite di tre poliziotti sui generis: l'ispettore capo Bruno Miranda, l'ispettore Giuliano Scarpa e il vice ispettore Luca Corsari. I tre protagonisti, in forze al Commissariato di P.S. di Ostia, si trovano in situazioni assurde e rocambolesche dalle quali riescono sempre a districarsi grazie soprattutto al forte sentimento di amicizia che li unisce.
Al fianco dei tre poliziotti, completano la squadra gli agenti Rita Troilo, Gian Maria Salvetti e Salvatore Siniscalchi detto "Serpico".
Le avventure poliziesche si intrecciano con le vicende della famiglia di Bruno: la moglie Rosy, donna apprensiva e un po' ingenua, la madre Enza, cinica e dalla battuta facile, la bella figlia Sara, diciassettenne che ragiona già da persona adulta ed è da sempre innamorata di Luca, e Silvia, sorella di Rosy ed ex-moglie di Luca, nonché vice commissario.
Katia è invece la proprietaria della trattoria sottostante l'abitazione di Bruno e vecchia amica di Rosy.

## Produzione e distribuzione
La serie televisiva Tutti per Bruno è ispirata alla fiction spagnola Los hombres de Paco ed è prodotta da Mediavivere.
Anche se la storia vede ambientate le avventure di Bruno e i suoi ad Ostia, molte sono le scene girate a Roma, in particolare la casa dove sono state fatte le riprese dell'abitazione di Bruno si trova nel quartiere Tufello a Roma, precisamente in Via Capraia. Alcune riprese sono state eseguite tra i monumenti di Ostia Antica, ad esempio alcune scene degli episodi "Cuor di leone" (le finte foto nuziali tra Rita e Gianmaria) e "Situazione critica" (la programmazione di matrimonio tra Silvia e Marco) sono ambientate sul sagrato della basilica di Sant'Aurea, mentre alcune scene dell'episodio "Il caso perfetto" sono girate nel teatro romano degli scavi di Ostia.
Inizialmente la serie TV doveva chiamarsi "Bruno e i suoi", e solo successivamente fu battezzata "Tutti per Bruno". Andò in onda in prima visione su Canale 5 dall'8 gennaio al 12 febbraio 2010 per un totale di sei prime serate. Per ciascuna serata sono stati mandati in onda due episodi. Successivamente, venne replicata su Mediaset Plus, Rete 4, Mediaset Extra e Mediaset Italia.
A differenza di altre serie poliziesche italiane, Tutti per Bruno non è sponsorizzata dalla Polizia di Stato.
Universal Studios ha distribuìto Tutti per Bruno nel mercato home video. La serie è stata pubblicata in un'unica edizione integrale, composta da tre dischi contenenti quattro episodi ciascuno.

## Episodi
| Stagione       | Episodi | Prima TV |
| -------------- | ------- | -------- |
| Prima stagione | 12      | 2010     |

## Musiche
- L'autore delle musiche originali del telefilm è Stefano Caprioli.
- Nel secondo episodio della prima stagione, Luca e Sara ascoltano alla radio la canzone Tre parole di Valeria Rossi.
- Nel settimo episodio della prima stagione, "Situazione critica", quando Sara scende le scale a casa delle sarta si sente la canzone "Nessuno sa" di Margherita Rampelli
- La canzone "Nessuno sa" compare anche in altri momenti della fiction, tra cui la fine del settimo episodio, nel nono episodio e nella scena finale dell'ultimo episodio. Inoltre il brano viene spesso ripreso in diverse varianti strumentali durante i vari episodi.